# استار (میسیسیپی)
استار (به انگلیسی: Star) یک منطقهٔ مسکونی در ایالات متحده آمریکا است که در میسیسیپی واقع شده‌است. استار ۱۲۸٫۰۲ متر بالاتر از سطح دریا واقع شده‌است.